# Thaumalea nanarupa
Thaumalea nanarupa är en tvåvingeart som beskrevs av Schmid 1970. Thaumalea nanarupa ingår i släktet Thaumalea och familjen mätarmyggor. Inga underarter finns listade i Catalogue of Life.